# Private Internet Exchange

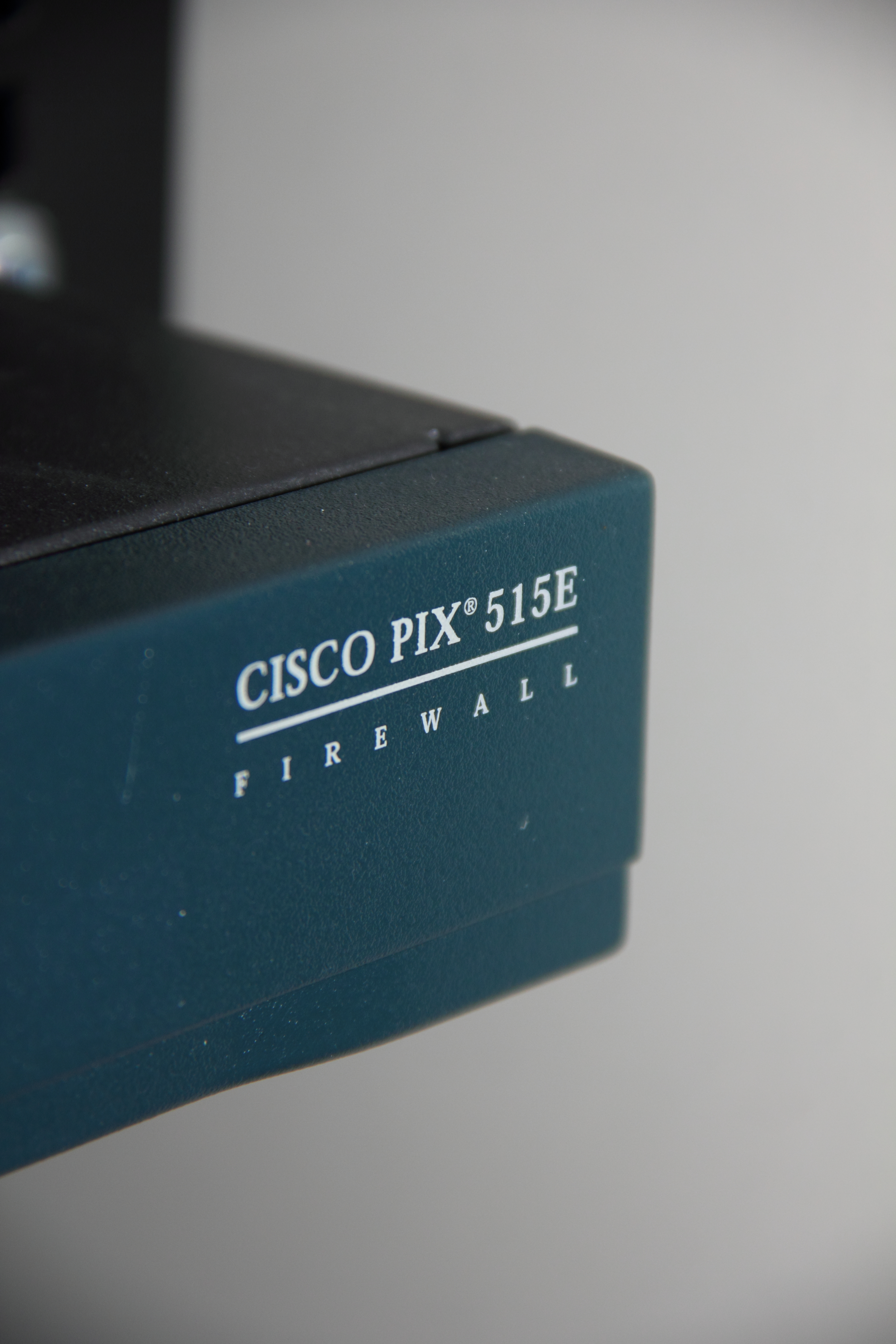
Cisco Pix 515E firewall

PIX es el acrónimo de Private Internet EXchange.
Esta sigla es utilizada por el fabricante tecnológico Cisco, para referirse a sus modelos de equipos Cortafuegos (FireWalls).
Se trata de un firewall completamente hardware: a diferencia de otros sistemas cortafuegos, PIX no se ejecuta en una máquina Unix, sino que incluye un sistema operativo empotrado denominado Finesse que desde espacio de usuario se asemeja más a un enrutador que a un sistema Unix clásico. 
El cortafuegos PIX utiliza un algoritmo de protección denominado Adaptive Security Algorithm (ASA): a cualquier paquete inbound (generalmente, los provenientes de redes externas que tienen como origen una red protegida) se le aplica este algoritmo antes de dejarles atravesar el firewall, aparte de realizar comprobaciones contra la información de estado de la conexión (PIX es stateful) en memoria; para ello, a cada interfaz del firewall se le asigna un nivel de seguridad comprendido entre 0 (la interfaz menos segura, externa) y 100 (la más segura, interna). La filosofía de funcionamiento del Adaptive Security Algorithm se basa en estas reglas:
- Ningún paquete puede atravesar el cortafuegos sin tener conexión y estado.
- Cualquier conexión cuyo origen tiene un nivel de seguridad mayor que el destino (outbound) es permitida si no se prohíbe explícitamente mediante listas de acceso.
- Cualquier conexión que tiene como origen una interfaz o red de menor seguridad que su destino (inbound) es denegada, si no se permite explícitamente mediante listas de acceso.
- Los paquetes ICMP son detenidos a no ser que se habilite su tráfico explícitamente.
- Cualquier intento de violación de las reglas anteriores es detenido, y un mensaje de alerta es enviado a syslog.
- Cuando a una interfaz del cortafuegos llega un paquete proveniente de una red con menor nivel de seguridad que su destino, el firewall le aplica el adaptive security algorithm para verificar que se trata de una trama válida, y en caso de que lo sea comprobar si del host origen se ha establecido una conexión con anterioridad; si no había una conexión previa, el firewall PIX crea una nueva entrada en su tabla de estados en la que se incluyen los datos necesarios para identificar a la conexión.

El cortafuegos PIX puede resultar muy complejo de gestionar, especialmente a los que provienen del mundo Unix, ya que como hemos dicho se asemeja más a un enrutador que a un servidor con cualquier flavour de Unix; es por tanto recomendable consultar bibliografía adicional antes de trabajar con estos equipos. Una buena referencia puede ser [JF01], así como la documentación sobre el producto que está disponible a través de la web de Cisco Systems (http://www.cisco.com/).